# Skuteczky Döme

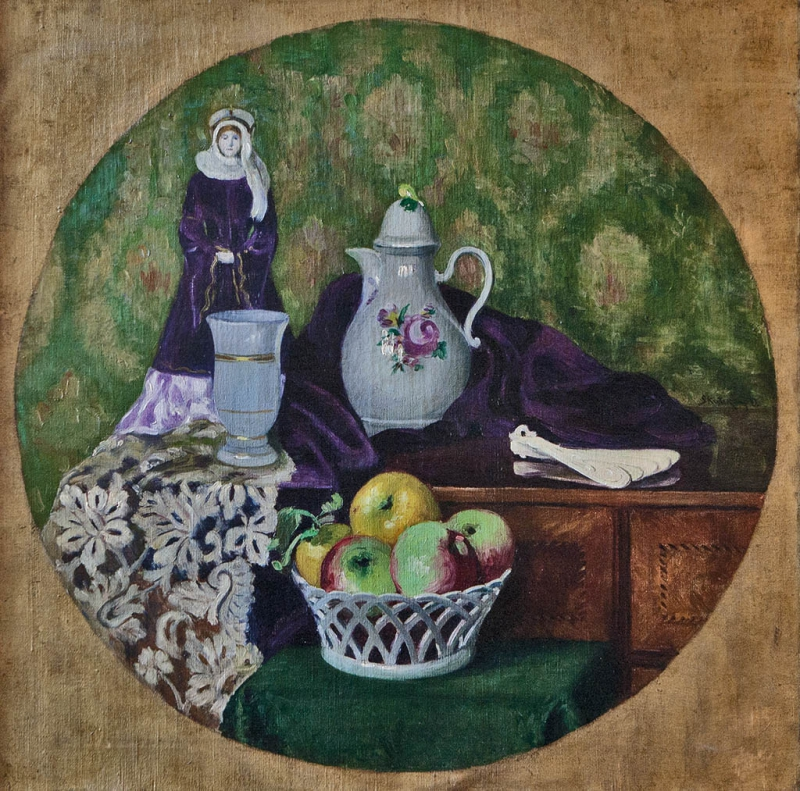
Csendélet porcelánnal

Skuteczky Döme (eredetileg: Skuteczky Dávid, szlovákul: Dominik Skutecký, névváltozatok: Skutezky, Skutetzky; Kisgajár, 1850. február 9. – Besztercebánya, 1921. március 14.) szlovák festő.

## Életútja
Skutezky Salamon és Ehrenreich Cecília fia. Fiatalon árvaságra jutott. 1866-tól a bécsi akadémia történeti festészet szakán tanult, majd 1867-ben elnyert egy olaszországi ösztöndíjat és a velencei akadémián tanult, mestere Pompeo Marino Molmenti volt két éven keresztül. 1870-től 1872-ig firenzei, ezt követően pedig müncheni tanulmányutat tett. 1873-tól átköltözött Bécsbe, ahol portréfestésből élt. A nyilvánosság először 1875-ben ismerte meg a műveit az osztrák főváros Künstlerhaus kiállításán, amelyen 1888-ban újból szerepelt. 1876-ban megint Velencében telepedett le, végül 1889-ben Besztercebányára tette át lakását. Eredeti keresztneve Dávid volt, amelyet olaszországi letelepedésekor Domenicora változtatott. Aktívan részt vett a felvidéki magyar művészeti életben. A londoni Wallis műkereskedő cég számtalan velencei zsánerképét megvásárolta. Itáliában a baráti körébe tartozott Giacomo Favretto, Ettore Tito és August Pettenkofen. 1877-től állított ki rendszeresen a budapesti Műcsarnokban. 1885-ben bronzérmet nyert, 1896-ban aranyéremmel jutalmazták, 1905-ben pedig a Képzőművészeti Társulat nemzetközi kiállításán megkapta a kis állami aranyérmet.
Témáit Velencéből, a besztercebányai munkások, bányászok világából merítette, de ábrázolta a katonatisztek és a kispolgári szalonok életét is. 1923-ban a Műcsarnok emlékkiállítást rendezett képeiből. Néhány műve megtalálható a Magyar Nemzeti Galériában, valamint szlovákiai magán- és állami gyűjtemények is őrzik egy-egy képét.

## Magánélete
Felesége Lővy Cecília volt, akit 1881. május 29-én Pozsonyban vett nőül.